# Tuchom (jezioro)
Tuchom (Jezioro Tuchomskie) – jezioro przepływowe w Polsce położone w województwie pomorskim, w powiecie kartuskim oraz 16 ha w powiecie wejherowskim, na terenie gmin Żukowo, Szemud i Przodkowo. Jednolita część wód o kodzie PLLW20742. Pełni głównie funkcje rekreacyjno-turystyczne dla mieszkańców pobliskich dzielnic Gdyni (Karwin, Dąbrowy) i Gdańska (Osowy).
Ogólna powierzchnia: 141,1 ha, maksymalna głębokość: 8 m.
W drugiej połowie XVII wieku Jezioro Tuchomskie było obiektem obserwacji Christophera Kirkby'ego, a jego relacja opublikowana w Philosophical Transactions of the Royal Society w 1672 roku jest interpretowana jako jeden z pierwszych nowożytnych opisów toksycznych zakwitów wód.
W 2013 roku w ramach państwowy monitoringu środowiska stan ekologiczny wód Jeziora Tuchomskiego sklasyfikowano jako zły. Wynika to ze złych wyników dla fitoplanktonu i makrofitów. Stan chemiczny wód został określony jako dobry.